# Уестминстър
Вижте пояснителната страница за други значения на Уестминстър.
Уестминстър (на английски: Westminster) е исторически квартал в центъра на Лондон, столицата на Обединеното кралство Великобритания и Северна Ирландия. Той е част от административния район Уестминстър, разположен на северния бряг на река Темза.
В квартала са съсредоточени редица забележителности и институции. Тук се намират:
- Уестминстърското абатство
- Бъкингамският дворец
- Кралският съд (англ. Royal Courts of Justice)
- Уестминстърският дворец е в списъка на световното наследство на ЮНЕСКО. Тук заседава Парламентът, поради което Уестминстър се използва като негов метоним.

От парламента започва улица „Уайтхол“, а встрани от нея е улица „Даунинг Стрийт“, които са станали нарицателни съответно за британските правителствени служби като цяло и за британския министър-председател (чиято официална резиденция е на Даунинг Стрийт 10).
Името на квартала е възникнало във връзка с Уестминстърското абатство (англ. West Minster – Западен Минстер, minster – манастирска църква, катедрала).